# 1985
Het jaar 1985 is een jaartal volgens de christelijke jaartelling.

## Gebeurtenissen

### Januari
- 1 - De Volksrepubliek China voert verstrekkende economische hervormingen door, die een gedeeltelijke herziening van de centraal geleide planeconomie inhouden.
- 3 - Naar nu pas bekend wordt, onderhoudt Israël al sinds november 1984 in het geheim een luchtbrug om de door hongersnood bedreigde Ethiopische joden te evacueren. Via Soedan zijn er al meer dan 7.000 naar Israël overgebracht.
- 12 - Frankrijk roept de noodtoestand uit in het overzeese territorium Nieuw-Caledonië in Oceanië. Het is er niet meer rustig geweest sinds de autochtone, separatistische Kanaken op 18 november 1984 de parlementsverkiezingen hebben geboycot, zodat de blanken, die tegen onafhankelijkheid zijn, alle vertegenwoordigende macht in handen kregen.
- 13 - Onder barre omstandigheden wordt de Egmondloop bij de mannen gewonnen door Peter Rusman, en bij de vrouwen door zijn vrouw Wilma Rusman.
- 13 - In Londen bepaalt het Hooggerechtshof dat een Engelse draagmoeder haar kind, 'baby Cotton', moet afstaan aan het Amerikaanse echtpaar dat het voor een bedrag `*van 10.000 dollar heeft 'besteld'.
- 18 - In Soedan wordt Mahmoed Mohammad Taha, tegenstander van dictator Numeiri, opgehangen.

### Februari
- President Milton Obote van Oeganda wordt door militairen uit zijn ambt gezet. Hij wordt opgevolgd door generaal-majoor Okello.
- Israël begint zich terug te trekken uit Libanon.
- 9 - President Mengistu Haile Mariam van Ethiopië doet in een radiorede de aankondiging dat meer dan 1,5 miljoen mensen in de komende maanden van woonplaats zullen moeten veranderen als gevolg van de hongersnood in het land.
- 12 - De Nederlandse minister van Cultuur, de CDA'er Elco Brinkman, legt het onafhankelijke juryadvies naast zich neer om aan Hugo Brandt Corstius de literaire P.C. Hooft-prijs toe te kennen. Volgens de minister zou de schrijver het kwetsen tot instrument hebben gemaakt. Een golf van protest is het gevolg, maar de minister krijgt de steun van de rest van de regering en houdt voet bij stuk.
- 15 - In Cambodja veroveren Vietnamese invasietroepen het hoofdkwartier van de Rode Khmer.
- 15 - De langste en kostbaarste titelmatch uit de geschiedenis van het wereldkampioenschap schaken wordt na meer dan vijf maanden en 48 gespeelde partijen, waarvan er 40 in remise eindigden, in gelijke stand afgebroken en geannuleerd. Uitdager Gari Kasparov is woedend om de onreglementaire ingreep, die duidt op bescherming van titelverdediger Anatoli Karpov: de laatste leidde eerst met 5-3, maar zag zowel de 47ste als de 48ste partij verloren gaan en leek geslagen.
- 18 - In de zwarte krottenwijk Crossroads bij Kaapstad in Zuid-Afrika breken bloedige onlusten uit, vanwege het plan om de circa 70.000 inwoners gedwongen te laten verhuizen. Zeker 16 zwarten worden gedood in gevechten met de politie.
- 21 - Voor het eerst sinds 1963 wordt er weer een Elfstedentocht gereden. Dit gebeurt na weken winterweer. De dooi valt echter net in als de tocht wordt verreden. Evert van Benthem wint de wedstrijdtocht.
- 21 - In Wenen tekenen de Sovjet-Unie en het IAEA een overeenkomst voor de veiligheidsinspectie van civiele nucleaire installaties. Ook China treedt in 1985 tot het akkoord toe, waarmee de vijf atoommachten allemaal aan IAEA-controle zijn onderworpen.
- 23 - In de Waal wordt het in beton gegoten lijk gevonden van de kickbokser André Brilleman. Brilleman was lijfwacht van topgangster Klaas Bruinsma, maar diens schuld aan de liquidatie van Brilleman wordt nooit bewezen.
- 28 - Goedkeuring van de Europese Akte. De binnengrenzen in de Europese Gemeenschap zullen uiterlijk in 1992 worden opgeheven.

### Maart
- 5 - Het lichaam van undercoveragent Enrique Camarena wordt in Guadalajara ontdekt.
- 5 - Na bijna een jaar komt een einde aan de Britse mijnwerkersstaking van 1984/85. Al geruime tijd brokkelt het stakersfront af. Er was geen succes weggelegd voor de volhouders: de regering gaf in niets toe. De tijd van de machtige socialistische vakbonden in de klassieke Engelse industrietakken lijkt voorbij.
- 5 - Opnieuw escaleert de Irak-Iranoorlog: Irak en vervolgens ook Iran beginnen nu ook steden te bombarderen.
- 7 - Er vallen 3 doden bij een aanslag in Rijswijk in het gebouw waar de Raad voor de Bevrijding van Suriname een kantoor heeft. Deze aanslag is waarschijnlijk gericht tegen ex-premier Henk Chin A Sen die echter niet aanwezig is.
- 10 - Sovjet-partijleider Konstantin Tsjernenko overlijdt in Moskou op 73-jarige leeftijd na een ernstige ziekte. Michail Gorbatsjov wordt de nieuwe partijleider.
- 12 - Het oudste bekende volledig in het Nederlands geschreven bericht op usenet: "dit is een test zoals je ziet!".[1]
- 15 - Getrapte verkiezingen in Brazilië wezen in januari de sociaaldemocraat Tancredo Neves aan als burgerpresident, de eerste die dit land na 21 jaar zou krijgen. Hij kan zijn ambt echter niet aanvaarden, omdat hij doodziek in het ziekenhuis ligt. Vicepresident José Sarney wordt daarom ingezworen als tijdelijke plaatsvervanger. Als de 75-jarige Neves op 21 april overlijdt, valt de conservatieve Sarney de taak toe om de militaire dictatuur op te volgen.
- 16 - De eerste Amerikaanse kernraketten komen aan op de Belgische luchtmachtbasis Florennes, slechts één dag na het definitieve besluit tot plaatsing. In de loop van het jaar komen enkele malen vele tienduizenden betogers de straat op om te protesteren tegen de raketten, terwijl vredesmilitanten een aantal pogingen doen om Florennes binnen te dringen.
- 17 - De regering van Ecuador roept de noodtoestand uit op de Galapagoseilanden, in de hoop zo betere maatregelen te kunnen treffen om de al drie weken woedende branden te bestrijden. De volstrekt unieke dierenwereld op de eilandengroep heeft aanzienlijke schade opgelopen.
- 21 - Bij ernstige botsingen tussen zwarten en politie in de Kaapprovincie van Zuid-Afrika vallen 19 doden.
- 25 - Bij de Oscar-uitreikingen in Hollywood gaan de meeste onderscheidingen, acht stuks, naar de film 'Amadeus' van regisseur Milos Forman.
- 29 - Abonneetelevisiezender FilmNet wordt opgericht.

### April
- Atlete Wilma Rusman wint de marathon van Rotterdam bij de vrouwen in 2.35.32.
- 1 - De regering van Denemarken probeert met een loonmaatregel een einde te maken aan een al maanden slepend conflict tussen werkgevers en werknemers, dat nogal wat arbeidsonrust veroorzaakt. Militante vakbondsleden reageren woedend op het ingrijpen door de wetgever. De protestdemonstratie van 120.000 mensen op 10 april is de grootste van de afgelopen 20 jaar in Denemarken.
- 6 - President Jafaar Numeiri van Soedan wordt ten val gebracht door de militairen, na onlusten als gevolg van de scherpe prijsverhogingen. Het land zit economisch aan de grond en is door burgeroorlog geheel ontzet. Minister van Defensie generaal Abdul Rahman Suwar el-Duhab komt aan het hoofd van de nieuwe Militaire Raad te staan.
- 7 - De nieuwe leider van de Russische communistische partij, Michail Gorbatsjov, kondigt een eenzijdig moratorium af op de plaatsing van de SS-20-middellangeafstandsraketten in Europa, geldig tot eind november. Hiermee wil Gorbatsjov zijn streven naar vrede tot uitdrukking brengen.
- 15 - De Nederlandse minister Winsemius opent symbolisch 30 pompen voor loodvrije benzine.
- 18 - Noorwegen is het eerste NAVO-land dat deelname aan de Amerikaanse plannen voor het dure verdedigingssysteem tegen kernraketten in de ruimte (SDI) van de hand wijst.
- 20 - De Portugees Carlos Lopes wint de Marathon van Rotterdam in een wereldtijd. Met 2:07.12 is hij de eerste man die de 42,195 kilometer binnen de twee uur en 8 minuten aflegt.
- 23 - Het frisdrankenconcern Coca-Cola, dat een groot marktaandeel verloren zag gaan aan concurrent Pepsi Cola, wil de samenstelling van zijn cola wijzigen en aanpassen aan de smaak van de tijd, dat wil zeggen: aanzienlijk zoeter maken. Over de hele wereld worden protesten vernomen.
- 25 - Met de Verklaring van Bandoeng gaan 80 Aziatische en Afrikaanse staten nauwere samenwerking aan in de strijd voor een nieuwe en rechtvaardiger economische wereldorde.
- 26 - Twee Zuid-Afrikaanse ondernemingen ontslaan 17.500 zwarte mijnwerkers en zorgen dat ze naar een 'thuisland' worden gedeporteerd. Als reden voor de actie wordt aangevoerd dat de betrokken arbeiders illegaal hebben gestaakt en voor onrust hebben gezorgd. Zelfs in Zuid-Afrika zelf gaat velen de maatregel te ver: Vaal Reefs, de grootste goudmijn ter wereld, zal de ontslagenen een voorkeursbehandeling geven als ze er willen komen werken.
- 27 - Gerrie Knetemann wint de twintigste editie van de Amstel Gold Race.

### Mei

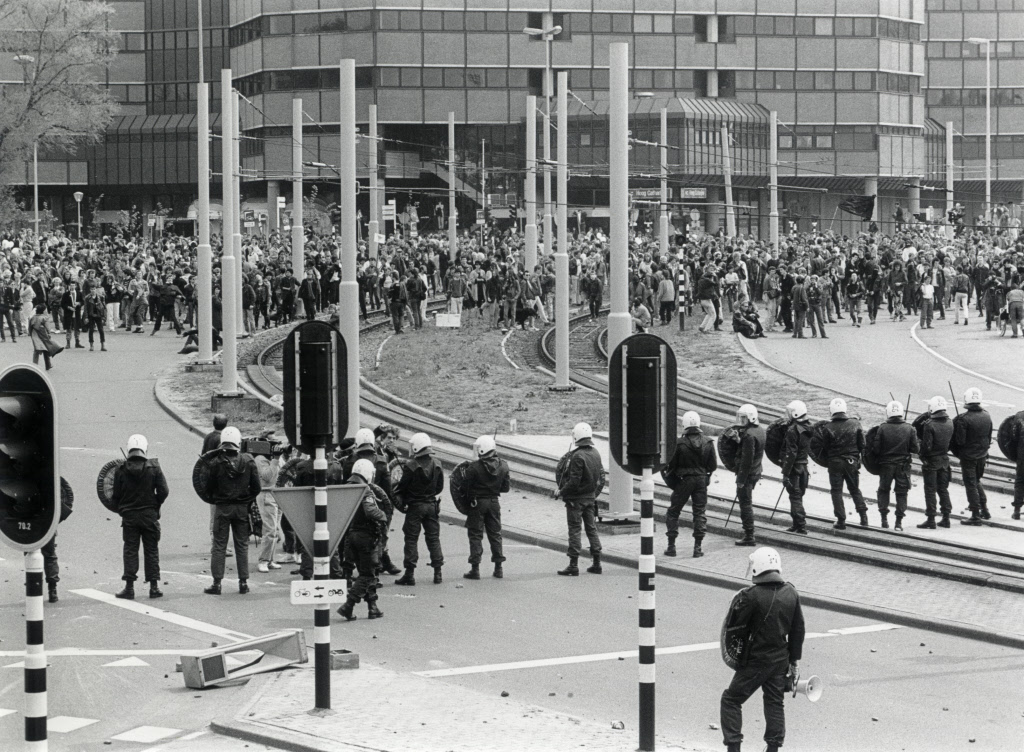
Rellen op 12 mei 1985 bij het bezoek van de paus aan Utrecht.

- Oprichting van de luchtvaartmaatschappij Emirates.
- 3 - Tsjecho-Slowakije wint voor eigen publiek het wereldkampioenschap ijshockey.
- 8 - oprichting Acht-Mei-beweging
- 11 - Bij een voetbalwedstrijd tussen Bradford City en Lincoln City overlijden 56 mensen door een brand op de hoofdtribune.
- 11 - 15 - Paus Johannes Paulus II bezoekt Nederland en België, waaronder de stad Ieper.
- 13 - De politie gooit een brandbom in een woning in Philadelphia waar de gezochte sekte MOVE zich heeft verschanst. De brand die het gevolg is, legt het hele huizenblok in de as en kost het leven aan 11 mensen, onder wie sekteleider en oprichter van MOVE John Africa.
- 16 - De regering van de Sovjet-Unie begint een campagne tegen het alcoholmisbruik. De productie van alcoholische dranken wordt beperkt en op dronkenschap komen strenge straffen te staan.
- 19 - Een rechtbank in Caïro verbiedt een nieuwe complete uitgave van de Vertellingen van Duizend-en-een-nacht vanwege "het ontuchtige karakter". De hele oplage van 3000 exemplaren moet worden vernietigd.
- 20 - Op de luchthaven van Genève vindt onder toezicht van het Internationaal Comité van het Rode Kruis een gevangenruil plaats: drie Israëlische soldaten tegen 1150 Palestijnen en Libanezen.
- 21 - De Indiase premier Rajiv Gandhi begint aan een zesdaagse reis naar de Sovjet-Unie. Onder andere worden langlopende verdragen getekend over economische samenwerking.
- 29 - In het Brusselse Heizelstadion komen bij het Heizeldrama 39 mensen om het leven bij de finale van de Europa Cup I tussen Liverpool en Juventus, nadat Engelse fans hun vak zijn binnengedrongen. Uiteindelijk wordt beslist om de wedstrijd toch te laten doorgaan. Juventus wint nadat Michel Platini een strafschop binnentrapt.
- 30 - De West-Duitse bondspresident Richard von Weizsäcker begint in Amsterdam een driedaags staatsbezoek aan Nederland. Hij legt de nadruk op het leed dat Duitsland zijn buurlanden heeft aangedaan, en prijst Amsterdam voor haar hulp aan de Duitse vluchtelingen en joodse onderduikers.

### Juni
- 2 - In Griekenland wint de PASOK opnieuw de verkiezingen. Andreas Papandreou blijft premier.
- 3 - Tussen het Vaticaan en Italië treedt een nieuw concordaat in werking: het rooms-katholicisme is niet langer een staatsgodsdienst.
- 6 - Bij de Braziliaanse stad São Paulo worden de stoffelijke resten opgegraven van de veel gezochte oorlogsmisdadiger Josef Mengele, in de Tweede Wereldoorlog de beruchte arts van het concentratiekamp Auschwitz. In 1979 zou de als Wolfgang Gerhard begraven oorlogsmisdadiger door verdrinking om het leven zijn gekomen.
- 8 - Bij de parlementsverkiezingen in Hongarije zijn er voor het eerst in elke kieskring ten minste twee kandidaten.
- 10 - Het Israëlische leger begint met de ontruiming van Zuid-Libanon.
- 14 - Frankrijk, Duitsland en de Benelux-landen sluiten het Verdrag van Schengen. Zij regelen vrij grensverkeer voor hun inwoners door afschaffing van de grenscontroles.
- 23 - Terroristische Sikhs eisen de verantwoordelijkheid op voor het opblazen van een toestel van Air India, dat met 329 mensen aan boord neerstort in de Atlantische Oceaan ten zuidwesten van Ierland. Er zijn geen overlevenden.

### Juli
- 1 - De regering van Israël kondigt noodmaatregelen af om de economie te saneren die ernstig te lijden heeft van de enorme defensie-uitgaven: 10.000 ambtenaren zullen worden ontslagen, alle departementen moeten bezuinigen, lonen en prijzen worden bevroren en de munt de sjekel devalueert. De vakbonden roepen op tot een algemene staking van 24 uur.
- 1 - In Nederland wordt de wet van kracht die het mogelijk maakt dat transseksuele personen hun geslacht en voornamen onder bepaalde voorwaarden kunnen veranderen in de registers van de Burgerlijke stand.
- 2 - Verslaafde rokers in Israël bestormen en plunderen een sigarettenfabriek die vanwege stakingen al enige tijd niet meer leverde.
- 2 - De minister van Buitenlandse Zaken met de meeste dienstjaren ter wereld, Andrej Gromyko, wordt tot president van de Sovjet-Unie gekozen. In zijn ministersfunctie wordt hij opgevolgd door de Gorbatsjov-aanhanger Eduard Sjevardnadze, tot dat moment partijleider in Georgië.
- 7 - De 17-jarige ongeplaatste Duitser Boris Becker is de sensationele winnaar van het tennistoernooi van Wimbledon.
- 9 - De in Zuid-Afrika gevangengenomen Nederlandse antiapartheidsactivist Klaas de Jonge weet te ontsnappen naar de Nederlandse ambassade in Pretoria. Vrijwel meteen wordt hij daar weer door de Zuid-Afrikaanse politie weggesleept maar op 19 juli wordt hij weer teruggebracht naar die ambassade.
- 9 - De export van Oostenrijkse wijn wordt stilgelegd. Al in maart was in wijn van het jaar 1983 voor het eerst het giftige zoete bijmengsel di-ethyleenglycol aangetroffen, maar dat werd lange tijd stilgehouden. Uiteindelijk blijken 900 wijnen met glycol vervalst. Eind juli worden de eerste verdachten gearresteerd. In 1986 zijn al meer dan 100 personen in staat van beschuldiging gesteld en vallen gevangenisstraffen tot tien jaar cel.
- 10 - Het Nederlandse Greenpeaceschip Rainbow Warrior wordt door Frankrijk tot zinken gebracht, waarbij een opvarende wordt gedood.
- 10 - Coca Cola haalt "New Coke" van de markt en keert na drie maanden terug tot het oude recept. De verkoop was gekelderd.
- 13 - In het Verenigd Koninkrijk en de Verenigde Staten wordt het benefietconcert Live Aid gehouden, met een enorme keur aan pop- en rocksterren. Het is georganiseerd door de Ierse popmuzikant Bob Geldof vanwege de hongersnood in Ethiopië en wereldwijd te zien en horen op televisie en radio.
- 14 - Bij de presidentsverkiezingen in Bolivia komt de partij van de vroegere dictator Hugo Banzer percentueel als grootste uit de bus, maar het kiesstelsel verhindert dat ook de meeste zetels worden behaald. Het parlement kiest op 5 augustus Víctor Paz Estenssoro tot president voor de vierde maal in diens politieke carrière.
- 18 - Op de luchthaven van Kinshasa wordt de Belgische Zaïre-deskundige Ronald van den Bogaert gearresteerd en op zeer wankele gronden beschuldigd van samenzwering tegen de Zaïrese staat. Het regime van Mobutu Sese Seko veroordeelt de Belgische socialist na een showproces tot tien jaar gevangenisstraf. Pas in januari 1986 komt Van den Bogaert vrij na een persoonlijk gratieverzoek van koning Boudewijn aan het Zaïrese staatshoofd.
- 19 - Na een dambreuk in de Italiaanse Dolomieten storten modder en water van een stuwmeer zich in het dal. Meer dan 300 mensen worden gedood. Er vinden arrestaties plaats vanwege bouwtechnische en ambtelijke nalatigheden.
- 20 - In grote delen van Zuid-Afrika wordt de noodtoestand uitgeroepen na maanden van onlusten die circa 500 mensen (op drie na allemaal zwarte mensen) het leven hebben gekost. De Verenigde Naties roepen op tot economische sancties tegen het apartheidsregime.
- 21 - De Franse wielrenner Bernard Hinault wint voor de vijfde en laatste keer de Ronde van Frankrijk.
- 27 - Vier en een half jaar heeft het bewind van president Milton Obote van Oeganda standgehouden, wanneer legerchef Tito Okello een geslaagde machtsgreep doet. De burgeroorlog in het land begint opnieuw.

### Augustus
- 1 - Militairen in Madagaskar vallen in de hoofdstad Antananarivo de machtige Kungfu-sekte aan, die een staatsgreep zou beramen. Bij de gevechten vallen zeker 19 doden.
- 6 - De Amerikaanse zwemmer Matt Biondi scherpt in Mission Viejo tot twee keer toe het wereldrecord op de 100 meter vrije slag aan: eerst tot 49,24 s, dan tot 48,95 s. Het oude record (49,36 s) stond sinds 3 april 1981 op naam van zijn landgenoot Rowdy Gaines.
- 12 - Een Boeing 747SR-46 van Japan Airlines verliest zijn staart en botst 30 minuten later tegen Mount Osutaka in Japan. 520 van de 524 passagiers komen om in de grootste single-aircraft ramp ooit.
- 22 - Vele duizenden mensen verwelkomen in Pakistan de terugkeer uit ballingschap van oppositieleidster Benazir Bhutto, de dochter van de in 1979 geëxecuteerde vroegere president Zulfikar Ali Bhutto. Benazir Bhutto, zou jaren later, op 27 december 2007 bij een zelfmoordaanslag om het leven komen.
- 25 - Voorlopig laatste Formule 1 GP van Nederland op Circuit Park Zandvoort. Deze race wordt gewonnen door de Oostenrijker Niki Lauda. Pas in 2021 zou weer een F1-GP op Zandvoort worden verreden.
- 27 - In Nigeria neemt legerleider Ibrahim Babangida met een staatsgreep de macht over van generaal-majoor Muhammed Buhari. Dit is de zesde militaire staatsgreep sinds 1960.

### September
- 1 - Joop Zoetemelk (38) wordt in Italië wereldkampioen wielrennen.
- 1 - Franse en Amerikaanse duikers ontdekken het wrak van de Titanic op 600 km voor de kust van Newfoundland.
- 7 - Na eerder Noorwegen, Australië, Frankrijk en Denemarken wijst nu ook Canada deelname aan het Amerikaanse 'Star Wars'-programma SDI van de hand.
- 9 - Bij de ernstigste straatgevechten tussen zwarte jongeren en de politie sinds 1981 komen in de Engelse stad Birmingham ten minste twee mensen om het leven. De rassenrellen barsten op 28 september opnieuw los in de Londense wijk Brixton, nadat een politiekogel een zwarte moeder van zes kinderen zwaar heeft verwond, en op 6 oktober in de Londense wijk Tottenham, na de ongelukkige dood van een zwarte vrouw bij een huiszoeking.
- 13 - Super Mario Bros. wordt voor het eerst uitgebracht in Japan.
- 19 - Mexico-Stad wordt opgeschrikt door een zware aardbeving. 9.000 mensen komen om, 30.000 mensen raken gewond en 95.000 mensen verliezen hun huis.
- 19 - De regering van Bolivia roept de noodtoestand uit om een al 16 dagen aanhoudende algemene staking, die de steun heeft van machtige mijnwerkersbonden, de baas te worden.
- 27 - De Bende van Nijvel pleegt brutale overvallen op warenhuizen van Delhaize in Overijse en Eigenbrakel. Op 9 november is een Delhaize-filiaal in Aalst aan de beurt. Zoals steeds worden er in koelen bloede mensen vermoord: er zijn in totaal 16 doden bij genoemde overvallen.
- 29 - Bij verkiezingen in het Frans-Oceanische territorium Nieuw-Caledonië krijgen de tegenstanders van onafhankelijkheid opnieuw de meerderheid in de regionale raad.
- 30. De Franse actrice en schrijfster Simone Signoret overlijdt op 64-jarige leeftijd ten gevolgen van kanker.

### Oktober
- 1 - De Israëlische luchtmacht voert aanvallen uit op het hoofdkwartier van de PLO in Tunesië. Meer dan 70 mensen komen hierbij om het leven.
- 2 - De Russische partijleider Michail Gorbatsjov komt aan in Frankrijk, voor zijn eerste bezoek aan een westers land. Opnieuw doet hij opvallende ontwapeningsvoorstellen.
- 2 - Als de Amerikaanse filmster Rock Hudson overlijdt aan aids, maken zijn lijden en dood veel indruk. Het bestaan en de consequenties van de ziekte aids dringen steeds meer tot de mensen door.
- 3 - De schoolkinderen in de zwarte townships in Zuid-Afrika weigeren na het einde van de zomervakantie weer naar school te gaan. Begin van de langste scholierenstaking uit de geschiedenis.
- 4 - Nieuwe statistieken wijzen uit dat het aantal aidspatiënten in Europa in de laatste 12 maanden is verdrievoudigd, tot 1126 geregistreerde gevallen. In de VS zijn eind juli al tienmaal zoveel gevallen vastgesteld.
- 7 - Palestijnse terroristen kapen het Italiaanse passagiersschip Achille Lauro. De kapers doden de invalide Amerikaanse gijzelaar Leon Klinghoffer. Na twee dagen geven de kapers zich in Port Said over, als hen een vrijgeleide is beloofd naar Tunesië. Amerikaanse straaljagers zetten echter hun Egyptische lijntoestel aan de grond op Sicilië. Woede in de VS en crisis in de Italiaanse regering volgen als Italië het brein achter de kaping, Abu Abbas, toch nog laat vertrekken omdat hij een diplomatiek paspoort heeft.
- 10 - De Zwitserse acteur Yul Brynner overlijdt op 65-jarige leeftijd. Zijn bekendste rol is die van de koning van Siam uit The King and I.
- 10 - De Amerikaanse acteur, film- en toneelregisseur, scenarioschrijver en invloedrijk filmmaker Orson Welles komt te overlijden ten gevolge van een hartaanval. Hij werd 70 jaar.
- 13 - De Belgische kiezers belonen de regerende christendemocraten met verkiezingswinst. Ook de socialisten winnen, maar worden zowel landelijk als gewestelijk buiten de regering gehouden. Premier Wilfried Martens vormt zijn zesde kabinet.
- 15 - Michail Gorbatsjov introduceert zijn politiek van perestrojka, herstructurering.
- 18 - Roemenië plaatst de energiesector onder militair gezag vanwege een acuut gebrek aan elektriciteit. De regering probeert ten koste van alles de buitenlandse schuld van het land terug te dringen en wil om die reden geen stroom importeren.
- 20 - Nadat de Amerikaanse president Ronald Reagan economische sancties tegen Zuid-Afrika heeft getroffen, besluiten nu ook de landen van het Britse Gemenebest tot soortgelijke maatregelen tegen het Apartheidsregime.
- 24 - Bij krakersrellen in de Amsterdamse Staatsliedenbuurt wordt kraker Hans Kok ingerekend. De volgende dag vindt men hem dood in zijn politiecel. Een slepend onderzoek vol onzorgvuldigheden stelt pas meer dan een jaar later vast dat er geen vervolgbare fouten zijn gemaakt door de politie, maar Hans Kok is dan al de martelaar van de militante kraakbeweging geworden.
- 28 - De Indiase sekteleider Sri Rajneesh, die zich laat aanspreken met de naam Bhagwan, wordt in Charlotte in North Carolina gearresteerd als hij met medeneming van veel geld de VS probeert te verlaten. Er is een desastreuze machtsstrijd uitgebroken in de vestigingsplaats van de sekte in Oregon. De hechte gemeenschap valt uiteen.
- 31 tot en met 6 november - Wubbo Ockels is de eerste Nederlander in de ruimte.

### November
- 1 - De Nederlandse regering besluit tot plaatsing van kruisvluchtwapens met atoomlading in Woensdrecht. Op 14 november gaat de Tweede Kamer akkoord met het plan.
- 2 - De regering van Zuid-Afrika verbiedt alle registraties op foto, film of video van de onlusten in de zwarte townships, waar nu de staat van beleg heerst.
- 4 - Minister Smit-Kroes van Verkeer en Waterstaat verricht in een benzinestation bij Geldrop de eerste pin-betaling in Nederland.
- 9 - Bij een overval van de Bende van Nijvel op een Delhaize-filiaal in Aalst komen acht mensen om het leven en raken er zeven gewond.
- 9 - De Russische schaker Gari Kasparov wordt op 22-jarige leeftijd de jongste wereldkampioen schaken aller tijden: in Moskou beëindigt Kasparov de tweede match, die hij in 1985 tegen titelhouder Anatoli Karpov speelt, met een overwinning en neemt de titel over.
- 13 - 23.000 mensen komen om in het Colombiaanse stadje Armero en omgeving wanneer daar de Nevado del Ruiz tot uitbarsting komt.
- 19 - In Genève vindt een eerste ontmoeting plaats tussen de Amerikaanse president Ronald Reagan en de Sovjet-president Michail Gorbatsjov, in het kader van de driedaagse 10de Amerikaans-Russische topconferentie.
- 20 - België (dankzij een kopbal van Georges Grün vijf minuten voor tijd) plaatst zich voor de eindronde van het wereldkampioenschap voetbal in een barrage met Nederland (eerste wedstrijd 1-0, tweede wedstrijd 1-2) .
- 24 - In Perth eindigt de Nederlandse hockeyploeg als vijfde bij het toernooi om de Champions Trophy.
- 25 - In de VS wordt voor het eerst een microbe, die met gentechnieken is 'verbouwd', uitgeprobeerd op een stuk land in de vrije buitenlucht. Dit ondanks grote tegenstand bij milieugroeperingen.
- 27 - De Komeet Halley komt op zijn dichtste punt bij de aarde.

### December
- 2 - Alle 26 verdachten van de moord op de Filipijnse oppositieleider Benigno Aquino jr. worden vrijgesproken. Van alle kanten wordt fel geprotesteerd tegen dit oordeel.
- 3 - De Tweede Kamer gaat alsnog akkoord met de aanleg van een snelweg door Midden-Delfland: de Rijksweg 4.
- 6 - Engeland is het eerste land dat een verdrag aangaat met de VS over deelname aan het Amerikaanse defensieprogramma in de ruimte: SDI.
- 9 - In Argentinië worden verschillende juntaleden uit de tijd van de militaire dictatuur veroordeeld wegens schendingen van mensenrechten. Onder hen de ex-presidenten Jorge Videla en Roberto Viola.
- 10 De wetenschapper Carl Sagan legt tijdens een hoorzitting van het Amerikaans congres uit wat "broeikaseffect" is en dat de mensheid door de uitstoot van broeikasgassen (o.a. CO2) de atmosfeer dermate aan het wijzigen is dat, bij ongewijzigd beleid, volgende generaties hierdoor met een heel groot klimaatprobleem worden opgezadeld.
- 14 - In Serfaus opent de Dorfbahn Serfaus.
- 16 - Paul Castellano, leider van de Gambino Maffiafamilie wordt in opdracht van John Gotti vermoord.
- 16 - In Namen houdt de politie de vermoedelijke leider van de CCC, Pierre Carette, met drie medeplichtigen aan. Daarmee komt een einde aan vele maanden van destructieve aanslagen in België.
- 25 - Mali begint een gewapend offensief tegen het buurland Burkina Faso om vier grensdorpen te 'bevrijden'. Op 29 december wordt een wapenstilstand gesloten.
- 25 - Bij de grootste kunstroof die sinds het einde van het koloniale tijdperk in Mexico plaatsvindt, worden uit het beroemde Antropologisch Museum van Mexico-Stad 140 gouden en zilveren Precolumbiaanse kunstwerken gestolen.
- 27 - Gelijktijdig vinden bomaanslagen plaats op de luchthavens van Rome en Wenen bij de balies van de Israëlische luchtvaartmaatschappij El Al. Er zijn 18 doden en ruim 100 gewonden.
- 31 - De Arubaanse leider Betico Croes, 'vader van de status aparte', krijgt een auto-ongeluk en raakt zwaargewond. Bijna tien maanden zal hij in coma liggen in ziekenhuizen in de VS en Nederland, waarna hij op 26 november 1986 overlijdt op 48-jarige leeftijd.

### Zonder datum
- Nieuw-Zeeland verklaart zijn territoriale wateren tot Kernwapenvrije zone.
- Kernreactor Doel IV wordt in gebruik genomen.
- Mohamed Al-Fayed en zijn broer, steenrijke Egyptische zakenmannen, kopen het Londense warenhuis Harrods.
- De National Medal of Technology wordt voor het eerst uitgereikt.

## Muziek

### Klassieke muziek
- 18 januari: eerste uitvoering van Partita van Witold Lutosławski in de versie voor viool en piano
- 31 januari: eerste uitvoering van Four dances in one movement van Poul Ruders
- 19 februari: eerste en waarschijnlijk enige uitvoering van Skjemtevise og gjeterlokk van Johan Kvandal
- 24 februari: eerste uitvoering van Gospelpreludes boek 3 van William Bolcom
- 1 maart: eerste uitvoering van Legende van Johan Kvandal
- 26 maart: eerste uitvoering van Sonate voor hobo en piano van Kalevi Aho
- 25 mei: eerste uitvoering van Architectonics I van Erkki-Sven Tüür
- 19 juni: eerste uitvoering van Sonata for solo harp van Johan Kvandal door Willy Postma
- 3 juni: eerste uitvoering van Les Chants de l'Amour van Gérard Grisey
- 26 september: eerste uitvoering van Symfonie nr. 3 van Isang Yun
- 27 september: eerste uitvoering van Symfonie nr. 3 van David Matthews
- 3 oktober: eerste uitvoering van Symfonie nr. 4 van Torbjörn Lundquist
- 9 oktober: eerste uitvoering van Stilte van Kalevi Aho
- 11 november: eerste uitvoering van Strijkkwartet nr. 17 van Vagn Holmboe

### Popmuziek
- Hardrockband Guns N' Roses werd opgericht.

Bestverkochte singles in Nederland:
1. USA for Africa - We are the world
2. Commodores - Nightshift
3. Paul Hardcastle - 19
4. Benny Neyman - Waarom fluister ik je naam nog
5. Trafassi - Wasmasjien
6. Tears for Fears - Shout
7. Bruce Springsteen - Dancing in the dark
8. Madonna - Into the groove
9. Bruce Springsteen - I'm on fire
10. Elton John - Nikita

Bestverkochte albums in Nederland:
1. Bruce Springsteen - Born in the U.S.A.
2. Madonna - Like a virgin
3. Dire Straits - Brothers in arms
4. Sade - Diamond life
5. Sting - The dream of the blue turtles
6. U2 - The unforgettable fire
7. Alison Moyet - Alf
8. Tears for Fears - Songs from the big chair
9. Talking Heads - Stop making sense
10. Phil Collins - No jacket required

## Beeldende kunst

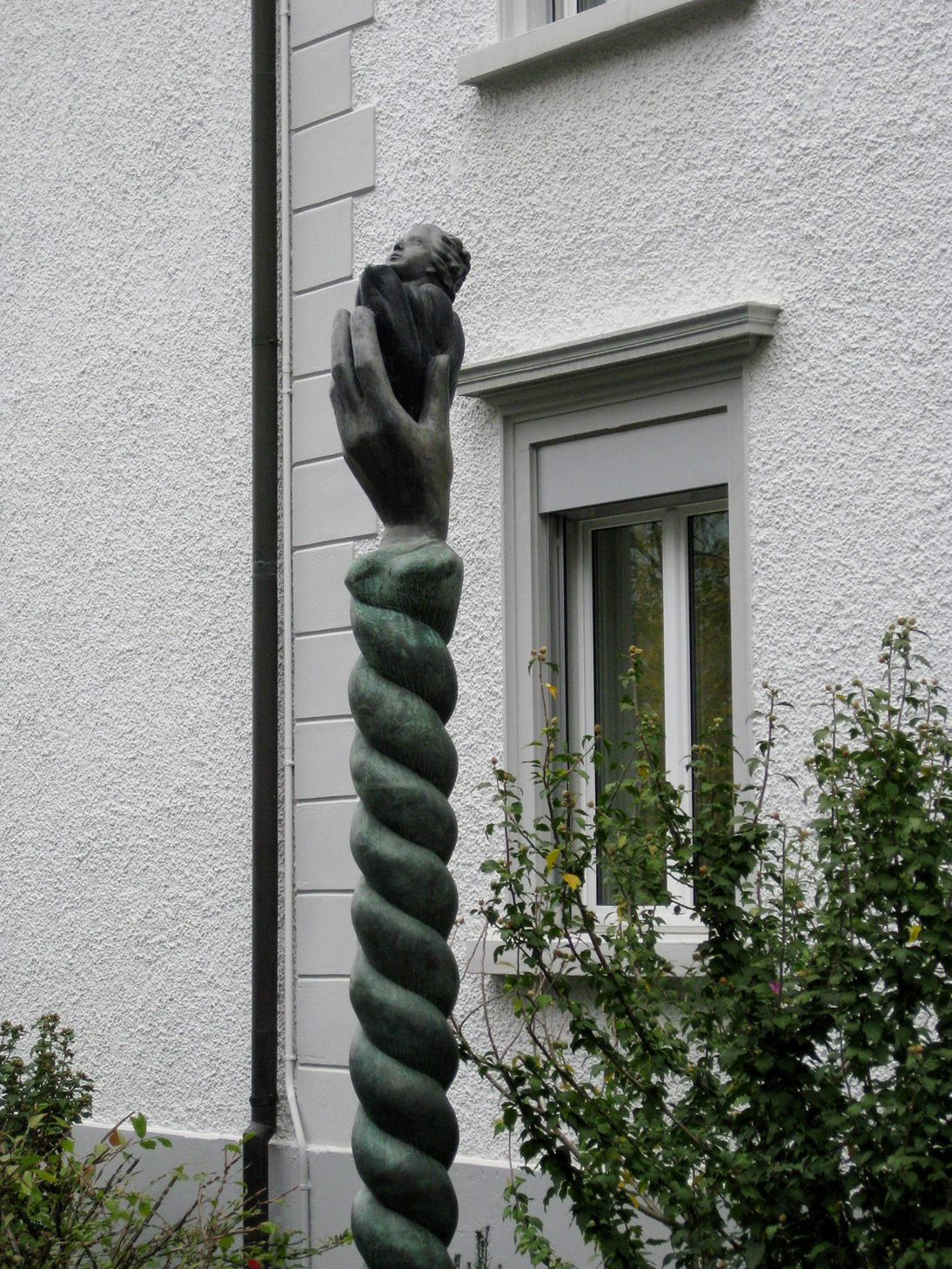
Renaissance (1985) Daniel Spoerri, Vaduz
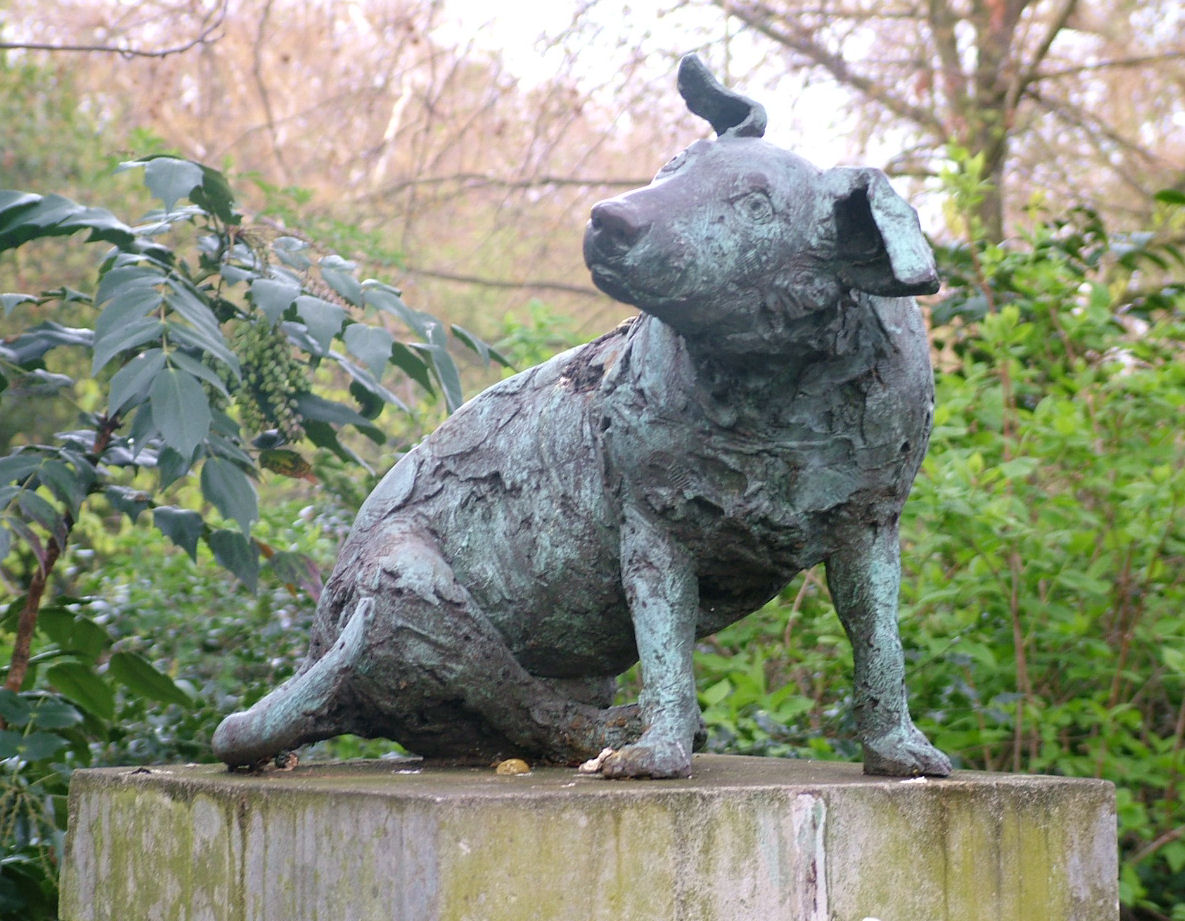
Brown dog (1985) Nicola Hicks, Battersea Park

## Bouwkunst
- In Rotterdam komt het Maritiem Museum, ontworpen door de architect Wim Quist, gereed

## Weerextremen in België
- 8 januari: Minimumtemperatuur in Kempen tot –22,8 °C in Kleine-Brogel (Peer) en  tot –25,4 °C in Rochefort.
- 9 januari: 18 cm sneeuw in Koksijde.
- 12 januari: 23 cm sneeuw in Ukkel en 24 cm sneeuw in Kleine-Brogel.
- 13 januari: 65 cm in Mont-Rigi (Waismes).
- 14 januari: Maximumtemperatuur onder –9,4 °C in Middelkerke en –10,2 °C in Stavelot.
- 20 januari: Einde koudegolf. Tussen 5 en 16 januari 8 dagen met maxima van minder dan –5 °C.
- 16 februari: Nieuwe koudegolf: minima tot –16,8 °C in Koersel (Beringen). Veel schade aan boomgaarden.
- 20 februari: -18,7 °C in Sankt-Vith.
- 17 maart: IJzel en sneeuw veroorzaken verkeersproblemen op de wegen in de provincie Luik.
- 19 maart: Maximumtemperatuur negatief in Bevekom –0,6 °C.
- 26 april: Sneeuw op verschillende plaatsen in het land, wat merkwaardig is voor de tijd van het jaar.
- 28 april: Maximumtemperatuur negatief in Botrange (Waimes): –0,8 °C.
- 29 april: Sneeuwlaag van 12 cm in Saint-Hubert.
- 3 mei: Nog 2 cm sneeuw in Botrange (Waimes) in de Hoge Venen.
- 12 mei: Onweders over het hele land. Veel schade veroorzaakt. In Wuustwezel worden een aantal koeien doodgebliksemd. Hagelstenen van cm in Dinant en in Ivoz-Ramet (Flémalle).
- 6 juni: Hevig onweer met spectaculaire hagelbui: het is helemaal wit in Oudenaarde.
- 8 juni: In Saint-Hubert gaan regenbuien gepaard met sneeuw.
- 5 juli: 51 mm neerslag in een kwartier in Voeren,  120mm in minder dan vier uur in Neu-Hattlich (Eupen).
- 14 augustus: Tornado met veel schade rond Ieper.
- 7 september: Lage minimumtemperatuur: tot –1,6 °C in Sankt-Vith…
- 1 oktober: Maximumtemperatuur stijgt tot 26,6 °C in Ukkel.
- 19 november: Maximumtemperatuur: –3,3 °C in Ukkel en –7,0 °C in Botrange (Waimes).
- 5 december: Maximumtemperatuur tot 15,3 °C in Sint-Katelijne-Waver…
- 30 december: 3 dagen sneeuw aan kust: 12 cm sneeuw in Middelkerke en 14 cm in Koksijde.

Bron: KMI Gegevens Ukkel 1901-2003  met aanvullingen 